# Point of Existence
Point of Existence är en modifikation till datorspelet Battlefield Vietnam. Modifikationen handlar om en konflikt, över oljetillgångar, mellan USA och Ryssland i mellersta Afrika, år 2007. Innehållet är baserat på vapen (både existernade och framtida) från USA:s och Rysslands krigsmakter, samt omgivningar och miljöer i mellersta Afrika.
Modifikationen släpptes för första gången den 23 augusti 2004, och den senaste versionen är 0.4.4 som släpptes i juni 2005.

## Point of Existence 2
Point of Existence 2 är uppföljaren till den första versionen av modifikationen, och är utvecklad till Battlefield 2. Point of Existence 2 utspelar sig några år efter den första modifikationen och handlar om en konflikt mellan Tyskland/USA (USA är dock ingen spelbar fraktion) och Ukraina. Precis om i föregångaren är utrustning och vapen baserat på respektive krigsmakters arsenal, och miljöerna på Östeuropa.
Point of Existence 2 släpptes för första gången 26 augusti 2006, ganska exakt två år efter den första versionen av Point of Existence släppts till Battlefield Vietnam.